# 太陽敲敲門
《太陽敲敲門》（日语：／ Taiyō nokku）是日本女子偶像組合乃木坂46的第12張單曲，於2015年7月22日由N46Div.發售。《太陽敲敲門》和《更多夢想》分別是東京電視台電視劇24系列《初森BEMARS》的主題曲和片尾曲，《太陽敲敲門》同時是便利店7-11的廣告歌。

## 概要
單曲分為Type A、Type B、Type C、通常版和7-11限定版，總共五個版本。其中，《太陽敲敲門》和《更多夢想》收錄於所有版本，《太陽敲敲門》的音樂錄影帶則收錄於通常版以外的所有版本。《脫下制服說再見》收錄於通常版；《魚兒們的LOVE SONG》、影片秋元真夏&西野七瀨、生駒里奈&井上小百合、伊藤卡琳&川村真洋、伊藤純奈&寺田蘭世、中元日芽香&能條愛未、星野南&松村沙友理收錄於Type A；《無表情》、影片生田繪梨花&白石麻衣、衛藤美彩&高山一實、川後陽菜&相樂伊織、齋藤千春&永島聖羅、齊藤優里&新內真衣、鈴木絢音&渡邊米莉愛收錄於Type B；《離別時，更喜歡你》、影片伊藤萬理華&櫻井玲香、北野日奈子&堀未央奈、齋藤飛鳥&橋本奈奈未、佐佐木琴子&和田真彩、中田花奈&樋口日奈、深川麻衣&若月佑美收錄於Type C；《羽毛的記憶》及其音樂錄影帶收錄於7-11限定版。特典方面，除了通常版和7-11限定版外，所有均附送全國握手會和生寫真各一張，而7-11限定版則附送7-11限定表演參加券，在7-11預約任何版均會附送特大海報。
《太陽敲敲門》的音樂錄影帶攝於茨城縣久慈郡，導演是三石直和，描述一群女子學生在夏季合宿進行舞蹈集訓；《魚兒們的LOVE SONG》的音樂錄影帶的主角是白石麻衣、深川麻衣、橋本奈奈未和高山一實，由白石飾演剛開發的世上最美麗的機械人；《無表情》的音樂錄影帶由生田繪梨花和松村沙友理擔綱，繼續以炸雞姊妹為主題，講述兩人面不改容的情況下打倒入侵學校的壞人，導演為月田茂；《離別時，更喜歡你》的音樂錄影帶以堀未央奈為主角，講述她對一名印度青年一見鍾情後，找印度研究會成員能條愛未學習印地語和如何煮調印度菜，最终得知这位“印度青年”实际为西班牙人，導演為山岸聖太；《羽毛的記憶》的音樂錄影帶以成員的私人時間為題材，取景地眾多，包括錄音室、保齡球場、投幣式洗衣店、江之島和鎌倉等，是乃木坂46有史以來移動距離最廣的作品，導演為岡川太郎。

## 風格
5月下旬，單曲封面攝於千葉縣長生郡長柄町一處游泳池的更衣室，整體建築以白色為基調，從而配襯成員的白色制服，所有版本均以同一建築物為背景，各版本則以左側顏色和成員配置來區分，負責拍攝的柳川敬介形容：「封面是以雖然是夏天，但帶有乃木坂特色，以及描繪平靜的夏天的畫為概念。」
成員生駒里奈形容：「《太陽敲敲門》是以壘球弱旅挑戰為概念，帶出淚水、友情和魔球交織起來的運動根性的青春電視劇的主題，是一首明快的夏日歌曲，並且帶有乃木坂特色的鋼琴音色，無論在歌詞或是曲調均蘊含一起享受夏天的意思，希望讓在夏天參加課外活動和準備考試等的各位能夠愉快渡過今年的夏天。」

## 宣傳
2015年5月1日，乃木坂46在官方網站宣佈於同年7月22日發售單曲。6月13日，十福神秋元真夏、生田繪梨花、生駒里奈、櫻井玲香、白石麻衣、高山一實、西野七瀨、橋本奈奈未、深川麻衣和若月佑美在東京丸之內的7-11舉行接客兼職記者發表會中，並且預告將會特別發賣7-11限定版，總數為4萬張，這是生駒自第5張單曲《你就是希望》以來，總計為第6次擔任中心成員。6月24日，乃木坂46首次在東京電視台的直播節目《東京電視台音樂祭》中獻唱單曲。單曲在niconico直播節目《喜歡直播偶像》和朝日電視台節目《MUSIC STATION》均有宣傳。

## 反應
在Oricon公信榜，單曲於發售首日取得以48.2萬銷量刷新自己的最高紀錄，首週銷量為60.9萬張，超越前作《生命如此美好》（50萬張），成為自己首週銷量最高的單曲，並且以11張單曲位列單曲連續首位次數最多的女子組合的第3位，僅次於27張單曲的AKB48和13張單曲的SKE48。

## 歌曲列表

### Type-A
| CD   | CD                               | CD       | CD       |
| 曲序 | 曲目                             | 作曲     | 編曲     |
| ---- | -------------------------------- | -------- | -------- |
| 1.   | 太陽敲敲門                       | 黑須克彥 | 長田直之 |
| 2.   | 更多夢想                         | 丸谷學   | 野中雄一 |
| 3.   | 魚兒們的LOVE SONG                | 渡邊拓也 | 渡邊拓也 |
| 4.   | 太陽敲敲門 off vocal ver.        |          |          |
| 5.   | 更多夢想 off vocal ver.          |          |          |
| 6.   | 魚兒們的LOVE SONG off vocal ver. |          |          |

| DVD  | DVD                           | DVD                |
| 曲序 | 曲目                          | 導演               |
| ---- | ----------------------------- | ------------------ |
| 1.   | 太陽敲敲門 music video        | 三石直和           |
| 2.   | 魚兒們的LOVE SONG music video | 中村太洸           |
| 3.   | 秋元真夏＆西野七瀬            | 柴谷麻以和淺田友梨 |
| 4.   | 生駒里奈＆井上小百合          | 熊坂出             |
| 5.   | 伊藤卡琳＆川村真洋            | 小田學             |
| 6.   | 伊藤純奈＆寺田蘭世            | 中島望             |
| 7.   | 中元日芽香＆能條愛未          | 山本篤彦           |
| 8.   | 星野南＆松村沙友理            | 山田篤宏           |

### Type-B
| CD   | CD                        | CD           | CD           |
| 曲序 | 曲目                      | 作曲         | 編曲         |
| ---- | ------------------------- | ------------ | ------------ |
| 1.   | 太陽敲敲門                | 黑須克彥     | 長田直之     |
| 2.   | 更多夢想                  | 丸谷學       | 野中雄一     |
| 3.   | 無表情                    | Akira Sunset | Akira Sunset |
| 4.   | 太陽敲敲門 off vocal ver. |              |              |
| 5.   | 更多夢想 off vocal ver.   |              |              |
| 6.   | 無表情 off vocal ver.     |              |              |

| DVD  | DVD                    | DVD                        |
| 曲序 | 曲目                   | 導演                       |
| ---- | ---------------------- | -------------------------- |
| 1.   | 太陽敲敲門 music video | 三石直和                   |
| 2.   | 無表情 music video     | 月田茂、山本篤彥和柴谷麻以 |
| 3.   | 生田繪梨花＆白石麻衣   | 山岸聖太、岩崎宇大（角色） |
| 4.   | 衛藤美彩＆高山一實     | 廣岡秀司和大來優           |
| 5.   | 川後陽菜＆相樂伊織     | 大石雄士・高野千紗         |
| 6.   | 齋藤千春＆永島聖羅     | 田中聰和錢谷侑             |
| 7.   | 齊藤優里＆新內真衣     | 中川英明、水落豐和尾形直哉 |
| 8.   | 鈴木絢音＆渡邊米莉愛   | ZUMI                       |

### Type-C
| CD   | CD                              | CD                 | CD                 |
| 曲序 | 曲目                            | 作曲               | 編曲               |
| ---- | ------------------------------- | ------------------ | ------------------ |
| 1.   | 太陽敲敲門                      | 黑須克彥           | 長田直之           |
| 2.   | 更多夢想                        | 丸谷學             | 野中雄一           |
| 3.   | 離別時，更喜歡你                | Akira Sunset、ha-j | Akira Sunset、ha-j |
| 4.   | 太陽敲敲門 off vocal ver.       |                    |                    |
| 5.   | 更多夢想 off vocal ver.         |                    |                    |
| 6.   | 離別時，更喜歡你 off vocal ver. |                    |                    |

| DVD  | DVD                          | DVD              |
| 曲序 | 曲目                         | 導演             |
| ---- | ---------------------------- | ---------------- |
| 1.   | 太陽敲敲門 music video       | 三石直和         |
| 2.   | 離別時，更喜歡你 music video | 山岸聖太         |
| 3.   | 伊藤萬理華＆櫻井玲香         | 山岸聖太         |
| 4.   | 北野日奈子＆堀未央奈         | 今泉力哉         |
| 5.   | 齋藤飛鳥＆橋本奈奈未         | 白石和彌         |
| 6.   | 佐佐木琴子＆和田真那         | 大津裕基和竹林亮 |
| 7.   | 中田花奈＆樋口日奈           | 前田彩           |
| 8.   | 深川麻衣＆若月佑美           | 頃安祐良         |

### 通常盤
| CD   | CD                            | CD       | CD       |
| 曲序 | 曲目                          | 作曲     | 編曲     |
| ---- | ----------------------------- | -------- | -------- |
| 1.   | 太陽敲敲門                    | 黑須克彥 | 長田直之 |
| 2.   | 更多夢想                      | 丸谷學   | 野中雄一 |
| 3.   | 脫下制服說再見                | 古川貴浩 | 古川貴浩 |
| 4.   | 太陽敲敲門 off vocal ver.     |          |          |
| 5.   | 更多夢想 off vocal ver.       |          |          |
| 6.   | 脫下制服說再見 off vocal ver. |          |          |

### 7-11限定版
| CD   | CD                        | CD       | CD                 |
| 曲序 | 曲目                      | 作曲     | 編曲               |
| ---- | ------------------------- | -------- | ------------------ |
| 1.   | 太陽敲敲門                | 黑須克彥 | 長田直之           |
| 2.   | 更多夢想                  | 丸谷學   | 野中雄一           |
| 3.   | 羽毛之記憶                | 杉山勝彥 | 杉山勝彥、有木龍郎 |
| 4.   | 太陽敲敲門 off vocal ver. |          |                    |
| 5.   | 更多夢想 off vocal ver.   |          |                    |
| 6.   | 羽毛之記憶 off vocal ver. |          |                    |

| DVD  | DVD                    | DVD      |
| 曲序 | 曲目                   | 導演     |
| ---- | ---------------------- | -------- |
| 1.   | 太陽敲敲門 music video | 三石直和 |
| 2.   | 羽毛之記憶 music video | 岡川太郎 |

## 選拔成員

### 太陽敲敲門
（中心成員：生駒里奈）
- 第1排：白石麻衣、西野七瀨、生駒里奈、生田繪梨花、橋本奈奈未
- 第2排：高山一實、若月佑美、櫻井玲香、秋元真夏、深川麻衣
- 第3排：松村沙友理、齊藤優里、星野南、齋藤飛鳥、伊藤萬理華、井上小百合、新內真衣、衛藤美彩

新內真衣首次進入選拔，亦為選拔成員中唯一一位的二期生。井上小百合和齊藤優里則是在第9張單曲《夏天的Free&Easy》後再次回歸選拔。
前作《生命如此美好》的選拔成員中，堀未央奈、相樂伊織和已經解除乃木坂46兼任的松井玲奈在本作未能進入選拔。

### 離別時，更喜歡你
（中心成員：堀未央奈）
- 1期生：川後陽菜、川村真洋、齋藤千春、中田花奈、中元日芽香、永島聖羅、能條愛未、樋口日奈、和田真彩
- 2期生：伊藤卡琳、伊藤純奈、北野日奈子、相樂伊織、佐佐木琴子、鈴木絢音、寺田蘭世、堀未央奈、渡邊米莉愛

第12張單曲Under成員

### 更多夢想
- 1期生：西野七瀨

### 魚兒們的LOVE SONG
- 1期生：白石麻衣、高山一實、橋本奈奈未、深川麻衣

### 無表情
- 1期生：生田繪梨花、松村沙友理

### 脫下制服說再見
- 1期生：齋藤飛鳥、星野南

### 羽毛的記憶
- 1期生：秋元真夏、生田繪梨花、生駒里奈、伊藤萬理華、井上小百合、衛藤美彩、齋藤飛鳥、齊藤優里、櫻井玲香、白石麻衣、高山一實、西野七瀨、橋本奈奈未、深川麻衣、星野南、松村沙友理、若月佑美
- 2期生：新內真衣

## 外部連結
- ディスコグラフィー （页面存档备份，存于） - 乃木坂46公式サイト
- 音樂錄影帶
  - YouTube上的乃木坂46 『太陽ノック』Short Ver.（2015年12月14日）
  - YouTube上的乃木坂46 『羽根の記憶』Short Ver.（2015年12月14日）
  - YouTube上的乃木坂46 『別れ際、もっと好きになる』予告編（2015年7月14日）
  - YouTube上的乃木坂46 『魚たちのLOVE SONG』予告編（2015年7月16日）
  - YouTube上的乃木坂46 『無表情』予告編（2015年7月16日）
- 特典映像
  - 12th single「太陽ノック」ペアPV予告編 （页面存档备份，存于） - YouTube（2015年7月7日）